# Iglesia de San Miguel Arcángel (Krasnokutsk)
La iglesia de San Miguel Arcángel (en ucraniano: Свято-Архангело-Михайлівський храм) es una iglesia ortodoxa situada en Krasnokutsk, Ucrania.    

## Geografía
El templo se encuentra en el pueblo de Krasnokutsk, en el óblast de Járkov de lo que es hoy Ucrania.

## Historia
En 1870, el edificio era muy antiguo y necesitaba ser reemplazado. En 1873, el arquitecto diocesano F. I. Danilov desarrolló un proyecto para la iglesia de piedra y se permitió la construcción del edificio en sí. El 5 de abril de 1873, la documentación fue finalmente aprobada por el gobernador de Járkov, firmada por él y enviada al Consistorio Espiritual de Járkov para su ejecución. La construcción del templo se inició en el mismo año 1873. La construcción se llevó a cabo 15 m al oeste de la antigua iglesia de madera, que siguió funcionando. En 1880 se completaron las obras de construcción de la iglesia de piedra. 
Durante la consagración, el altar principal estuvo dedicado al Arcángel Miguel, el del sur a la Transfiguración del Señor y el del norte a la Natividad de la Madre de Dios. En el cementerio, alrededor de 1890, se construyó una puerta de entrada de piedra de dos pisos con seis habitaciones, que albergaba al celador de la iglesia, una biblioteca con 742 volúmenes y, desde el 25 de septiembre de 1895, una escuela parroquial. Entre 1905 y 1912 se construyó una capilla en el patio de la iglesia.
Después de la revolución rusa de 1917, se detuvo la mejora del templo. Ya bajo la Unión Soviética, se cerró la iglesia en 1934 y posteriormente se derribaron los cinco capítulos y las gradas superiores del campanario. En 1952 fue parcialmente reconstruido y adaptado a almacén, pero el interior quedó casi completamente destruido.
El 18 de noviembre de 1991 se restableció una comunidad religiosa en la iglesia, se iniciaron los servicios religiosos y se intentó reconstruir completamente el local y el campanario. La reconstrucción del templo se completó en 2006-2007. El templo tiene el estatus de monumento arquitectónico de importancia estatal y está incluido en el Registro Estatal de Monumentos Inmuebles de Ucrania, que no están sujetos a privatización.

## Arquitectura
El templo está construido en estilo neorruso, con una composición tridimensional característica, un campanario de carpa con una casa de baños bulbosa, cúpulas bulbosas y kokoshniks.   
La puerta de entrada de piedra de dos pisos no ha sobrevivido.  

## Galería

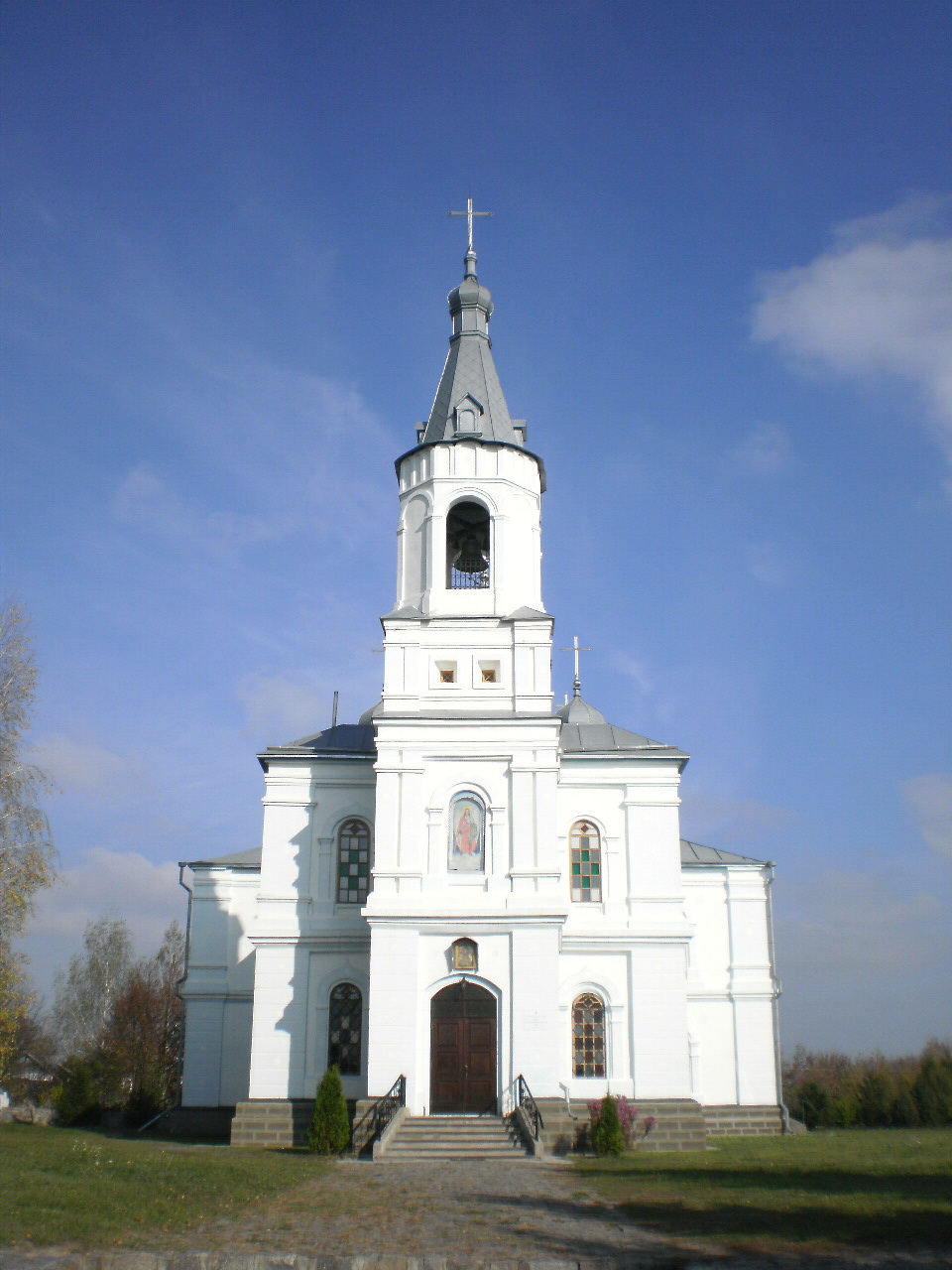
Entrada a la iglesia de San Miguel Arcángel
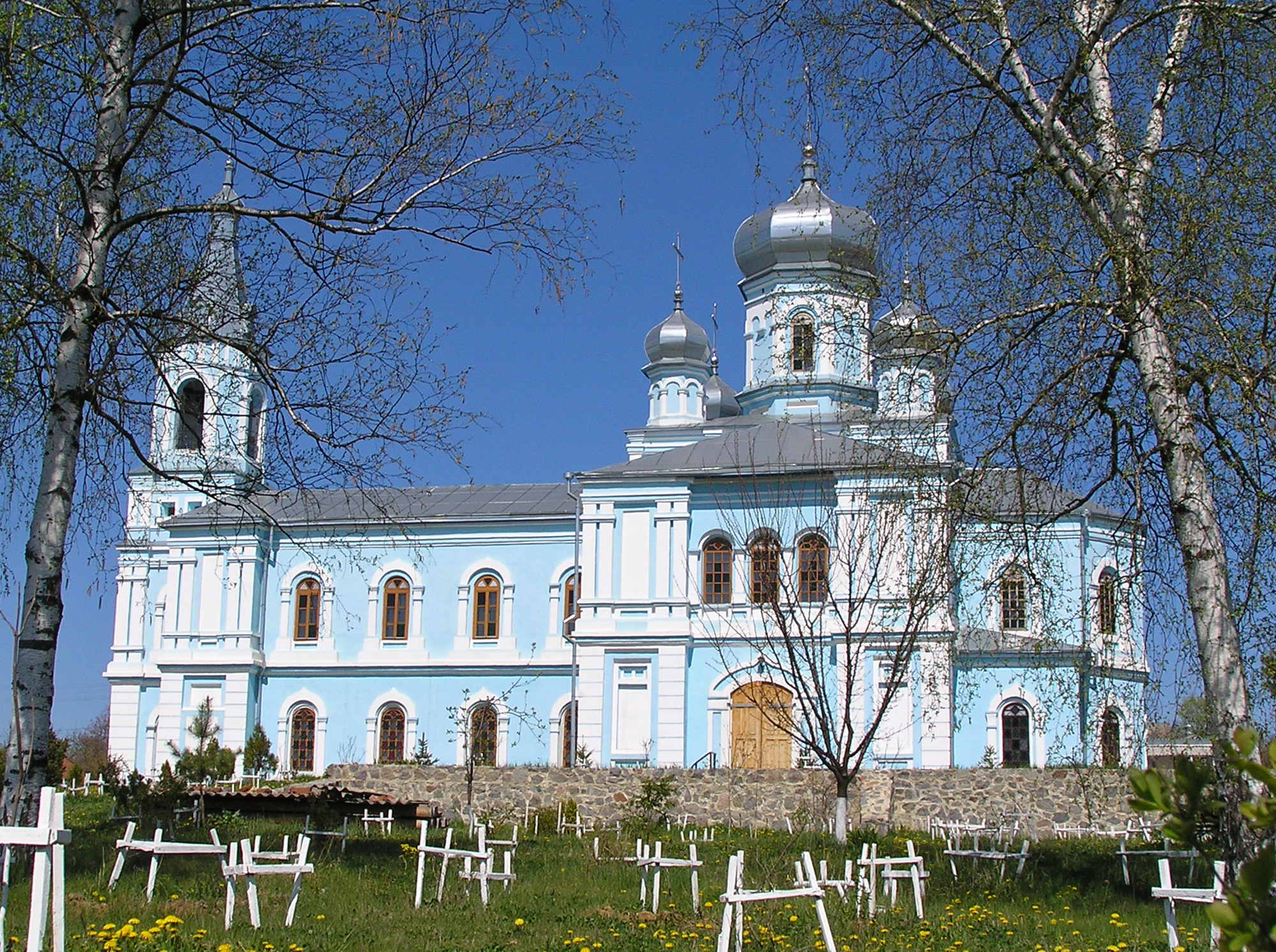
Lateral de la iglesia